# 11596 Francetic
11596 Francetic è un asteroide della fascia principale. Scoperto nel 1995, presenta un'orbita caratterizzata da un semiasse maggiore pari a 2,3728971 UA e da un'eccentricità di 0,2331503, inclinata di 19,83989° rispetto all'eclittica.